# All-Star Game de la NBA 1993
El 43.er All-Star Game de la NBA de la historia se disputó el día 21 de febrero de 1993 en el Delta Center de Salt Lake City, Utah, ante 19.459 espectadores. El equipo de la Conferencia Este estuvo dirigido por Pat Riley, entrenador de New York Knicks y el de la Conferencia Oeste por Paul Westphal, de Phoenix Suns. La victoria correspondió al equipo del Oeste por 135-132 tras una prórroga, hecho que sucedía por quinta vez en este tipo de partidos. Fueron elegidos MVP del All-Star Game de la NBA conjuntamente el dúo de los Jazz formado por el base John Stockton, que consiguió 9 puntos, 6 rebotes y 15 asistencias, y el ala-pívot Karl Malone, que logró 28 puntos y 10 rebotes, con 11 de 17 tiros anotados. Por el Oeste también destacó David Robinson, que colaboró con 21 puntos y 10 rebotes, mientras que en el Este, los más destacados y los que lograron forzar una prórroga inverosímil fueron Michael Jordan, que consiguió 30 puntos, Pat Ewing, con 15 puntos y 10 rebotes y Mark Price, que logró 19 puntos.
Se disputaron también el sábado anterior el Concurso de triples y el de mates. En el primero resultó ganador el base de los Cavs Mark Price, que ganó en la final a Terry Porter por un apretado 18-17. En el concurso de mates, el ganador fue "Baby Jordan" Harold Miner, de Miami Heat, que derrotó en una final a tres a Clarence Weatherspoon y al ganador del pasado año, Cedric Ceballos.

## Estadísticas

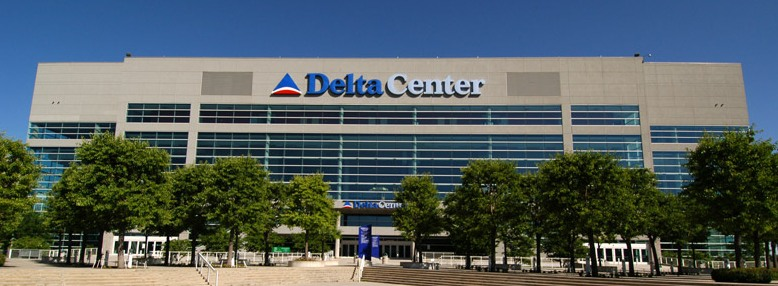
El Delta Center, sede del All-Star de 1993.

### Conferencia Oeste
| CONFERENCIA OESTE |               |                                        |                                        |                                        |                                        |                                        |                                        |                                        |                                        |
| Jugador           | Equipo        | MIN                                    | TCA                                    | TCI                                    | TLA                                    | TLI                                    | REB                                    | AST                                    | PTS                                    |
| Charles Barkley   | Phoenix       | 34                                     | 5                                      | 11                                     | 5                                      | 7                                      | 4                                      | 7                                      | 16                                     |
| Karl Malone       | Utah          | 34                                     | 11                                     | 17                                     | 6                                      | 9                                      | 10                                     | 0                                      | 28                                     |
| David Robinson    | San Antonio   | 26                                     | 7                                      | 10                                     | 7                                      | 12                                     | 10                                     | 1                                      | 21                                     |
| John Stockton     | Utah          | 31                                     | 3                                      | 6                                      | 2                                      | 2                                      | 6                                      | 15                                     | 9                                      |
| Clyde Drexler     | Portland      | 11                                     | 1                                      | 3                                      | 0                                      | 0                                      | 1                                      | 1                                      | 2                                      |
| Dan Majerle       | Phoenix       | 26                                     | 6                                      | 11                                     | 3                                      | 4                                      | 7                                      | 3                                      | 18                                     |
| Shawn Kemp        | Seattle       | 9                                      | 0                                      | 2                                      | 0                                      | 0                                      | 2                                      | 0                                      | 0                                      |
| Danny Manning     | L.A. Clippers | 18                                     | 5                                      | 5                                      | 0                                      | 0                                      | 4                                      | 1                                      | 10                                     |
| Hakeem Olajuwon   | Houston       | 21                                     | 1                                      | 5                                      | 1                                      | 2                                      | 7                                      | 1                                      | 3                                      |
| Terry Porter      | Portland      | 19                                     | 3                                      | 8                                      | 0                                      | 0                                      | 0                                      | 3                                      | 7                                      |
| Sean Elliott      | San Antonio   | 15                                     | 1                                      | 6                                      | 3                                      | 4                                      | 2                                      | 0                                      | 5                                      |
| Tim Hardaway      | Golden State  | 21                                     | 3                                      | 9                                      | 9                                      | 12                                     | 6                                      | 4                                      | 16                                     |
| Chris Mullin      | Golden State  | Seleccionado, pero no jugó por lesión. | Seleccionado, pero no jugó por lesión. | Seleccionado, pero no jugó por lesión. | Seleccionado, pero no jugó por lesión. | Seleccionado, pero no jugó por lesión. | Seleccionado, pero no jugó por lesión. | Seleccionado, pero no jugó por lesión. | Seleccionado, pero no jugó por lesión. |
| Mitch Richmond    | Sacramento    | Seleccionado, pero no jugó por lesión. | Seleccionado, pero no jugó por lesión. | Seleccionado, pero no jugó por lesión. | Seleccionado, pero no jugó por lesión. | Seleccionado, pero no jugó por lesión. | Seleccionado, pero no jugó por lesión. | Seleccionado, pero no jugó por lesión. | Seleccionado, pero no jugó por lesión. |
| Totales           |               | 265                                    | 46                                     | 93                                     | 36                                     | 52                                     | 59                                     | 36                                     | 135'                                   |

MIN: Minutos. TCA: Tiros de campo anotados. TCI: Tiros de campo intentados. TLA: Tiros libres anotados. TLI: Tiros libres intentados. REB: Rebotes. AST: Asistencias. PTS: Puntos

### Conferencia Este
| CONFERENCIA ESTE  |           |     |     |     |     |     |     |     |     |
| Jugador           | Equipo    | MIN | TCA | TCI | TLA | TLI | REB | AST | PTS |
| Larry Johnson     | Charlotte | 16  | 2   | 6   | 0   | 0   | 4   | 0   | 4   |
| Scottie Pippen    | Chicago   | 29  | 4   | 14  | 2   | 3   | 5   | 4   | 10  |
| Shaquille O'Neal  | Orlando   | 25  | 4   | 9   | 6   | 9   | 7   | 0   | 14  |
| Isiah Thomas      | Detroit   | 32  | 4   | 7   | 0   | 2   | 2   | 4   | 8   |
| Michael Jordan    | Chicago   | 36  | 10  | 24  | 9   | 13  | 4   | 5   | 30  |
| Larry Nance       | Cleveland | 12  | 3   | 4   | 1   | 2   | 3   | 1   | 7   |
| Patrick Ewing     | New York  | 25  | 7   | 11  | 1   | 1   | 10  | 1   | 15  |
| Joe Dumars        | Detroit   | 17  | 2   | 8   | 0   | 0   | 2   | 4   | 5   |
| Mark Price        | Cleveland | 23  | 6   | 11  | 1   | 2   | 1   | 4   | 19  |
| Detlef Schrempf   | Indiana   | 13  | 1   | 3   | 1   | 2   | 3   | 0   | 3   |
| Brad Daugherty    | Cleveland | 19  | 3   | 4   | 2   | 4   | 7   | 0   | 8   |
| Dominique Wilkins | Atlanta   | 18  | 2   | 11  | 4   | 4   | 7   | 0   | 9   |
| Totales           |           | 265 | 48  | 112 | 27  | 42  | 55  | 23  | 132 |

MIN: Minutos. TCA: Tiros de campo anotados. TCI: Tiros de campo intentados. TLA: Tiros libres anotados. TLI: Tiros libres intentados. REB: Rebotes. AST: Asistencias. PTS: Puntos

## Sábado

### Concurso de Triples
- Terry Porter (Portland Trail Blazers)
- Craig Hodges (Chicago Bulls)
- Mark Price (Cleveland Cavaliers)
- Dana Barros (Seattle Supersonics)
- Reggie Miller (Indiana Pacers)
- Kenny Smith (Houston Rockets
- B.J. Armstrong (Chicago Bulls)
- Dan Majerle (Phoenix Suns)
  - VENCEDOR: Mark Price

| Pos. | Jugador        | Equipo                 | 1ª ronda | Semifinal    | Final        |
| ---- | -------------- | ---------------------- | -------- | ------------ | ------------ |
| B    | Mark Price     | Cleveland Cavaliers    | 19       | 21           | 18           |
| E    | Terry Porter   | Portland Trail Blazers | 16       | 17           | 17           |
| E    | Craig Hodges   | Chicago Bulls          | 14       | 16           | No clasificó |
| B    | Dana Barros    | Seattle Supersonics    | 15       | 15           | No clasificó |
| E    | Reggie Miller  | Indiana Pacers         | 14       | No clasificó | No clasificó |
| B    | Kenny Smith    | Houston Rockets        | 11       | No clasificó | No clasificó |
| B    | B.J. Armstrong | Chicago Bulls          | 11       | No clasificó | No clasificó |
| E    | Dan Majerle    | Phoenix Suns           | 10       | No clasificó | No clasificó |

### Concurso de Mates
| Jugador                              | 1ª ronda              | Finales               |
| ------------------------------------ | --------------------- | --------------------- |
| Harold Miner (Miami)                 | 94.8 (49.0+45.8-45.8) | 97.4 (48.0+49.4-47.0) |
| Clarence Weatherspoon (Philadelphia) | 87.5 (43.2+44.3-38.5) | 92.2 (44.7+47.5-27.5) |
| Cedric Ceballos (Phoenix)            | 87.3 (42.3+45.1-22.5) | 79.8 (42.3+37.5-24.5) |
| David Benoit (Utah)                  | 85.8 (41.5+44.3-28.5) |                       |
| Kenny Smith (Houston)                | 85.0 (46.5+38.5-26.5) |                       |
| Mahmoud Abdul-Rauf (Denver)          | 80.8 (38.0+42.8-26.0) |                       |
| Tim Perry (Philadelphia)             | 70.0 (38.5+31.5-22.0) |                       |